# François de Lanion
François de Lanion est un abbé et un philosophe du XVIIe siècle. Il est aussi désigné sous l'appellation « abbé de l'Anion » dans les Mémoires de l'Académie royale des sciences.

## Biographie
Les informations demeurées jusqu'à nous sont assez parcellaires. Né en Bretagne aux alentours de 1650, François de Lanion vit à Paris en 1678, à l'époque où paraissent ses Méditations sur la métaphysique, un ouvrage qui répond à diverses questions soulevées par la pensée de Descartes et de Malebranche. Lanion fréquente alors ce dernier en ami, avant que leurs relations ne se dégradent et que l'abbé ne forme, avec d'autres penseurs (dont les cartésiens Pierre-Sylvain Régis et René Fédé), un projet de réfutation du malebranchisme. Ce projet commence après 1680 mais ne débouche sur aucun travail parvenu jusqu'à nous.
En décembre 1679, Lanion entre à l'Académie royale des Sciences comme géomètre. Il la préside brièvement avant d'en être exclu, en 1686, pour des raisons restées inconnues. Il signale avoir vu un étrange phénomène dans le ciel, le 17 novembre 1684, en étant proche de Saint-Aubin, en Bretagne, probablement la chute d'un astéroïde.
Ordonné prêtre en 1687, il sera embastillé deux fois, puis se liera avec Pierre Bayle vers 1690 à l'occasion d'un séjour en Hollande.

## Pensée
Son unique livre, de moins de 128 pages, paraît sous un tirage réduit et confidentiel. Ses Méditations sur la métaphysique auront néanmoins une influence importante sur son temps. Leibniz le lira avec attention, Bayle en reprendra certaines implications sceptiques tandis que Malebranche en rejettera la paternité, le livre paraissant initialement sous un pseudonyme (Guillaume de Wander) tout en reprenant des idées très proches des siennes. Une version de 160 pages, avec la onzième méditation sur la métempsychose que Leibniz mentionne, fut retrouvée par l'historien de la philosophie Jean-Christophe Bardout dans le fonds Leibniz à Hanovre. Leibniz avait acheté les Méditations de Wander (Lanion) à Huygens, proche de Lanion .
Comment, dans le cadre d'un système malebranchiste (où l'esprit ne perçoit directement aucune chose sensible, mais voit tout en Dieu, directement de par l'action divine), penser la connaissance des corps extérieurs ? Des autres esprits que le mien ? Ou encore le libre arbitre si Dieu détermine nos perceptions et nos actions de façon étroite ? Telles sont quelques-unes des questions auxquelles les Méditations de l'abbé s'efforcent d'apporter une réponse. Au sujet du libre arbitre, Lanion conclut dans la dixième méditation que nous n'avons aucune raison de nous croire libres, si ce n'est lorsque nous faisons face à une situation de type âne de Buridan, mais que le « sentiment intérieur » nous pousse à nous considérer comme tels et qu'il contient plus d'évidence que tous les arguments déterministes : une position qui anticipe les arguments de Jean-Jacques Rousseau en faveur du libre arbitre.

#### Œuvres
- Guillaume Wander, Méditations sur la métaphysique, Paris, 1678, (rééd. par Pierre Bayle à Amsterdam en 1684).
- François de Lanion, Méditations sur la métaphysique, suivi des Méditations métaphysiques de René Fédé, présenté par Jean-Christophe Bardout, Paris, Vrin, coll. « Textes cartésiens », 2009  (ISBN 978-2-7116-2086-9)

#### Sources secondaires
- François Pillon, « L’idéalisme de Lanion », L’Année philosophique, vol. 6, 1895, p. 122-146.
- Maxime Chastaing, « L’abbé de Lanion et le problème cartésien de la connaissance d’autrui », Revue philosophique de la France et de l'étranger, 1951, p. 228-248.